# Fulham Football Club

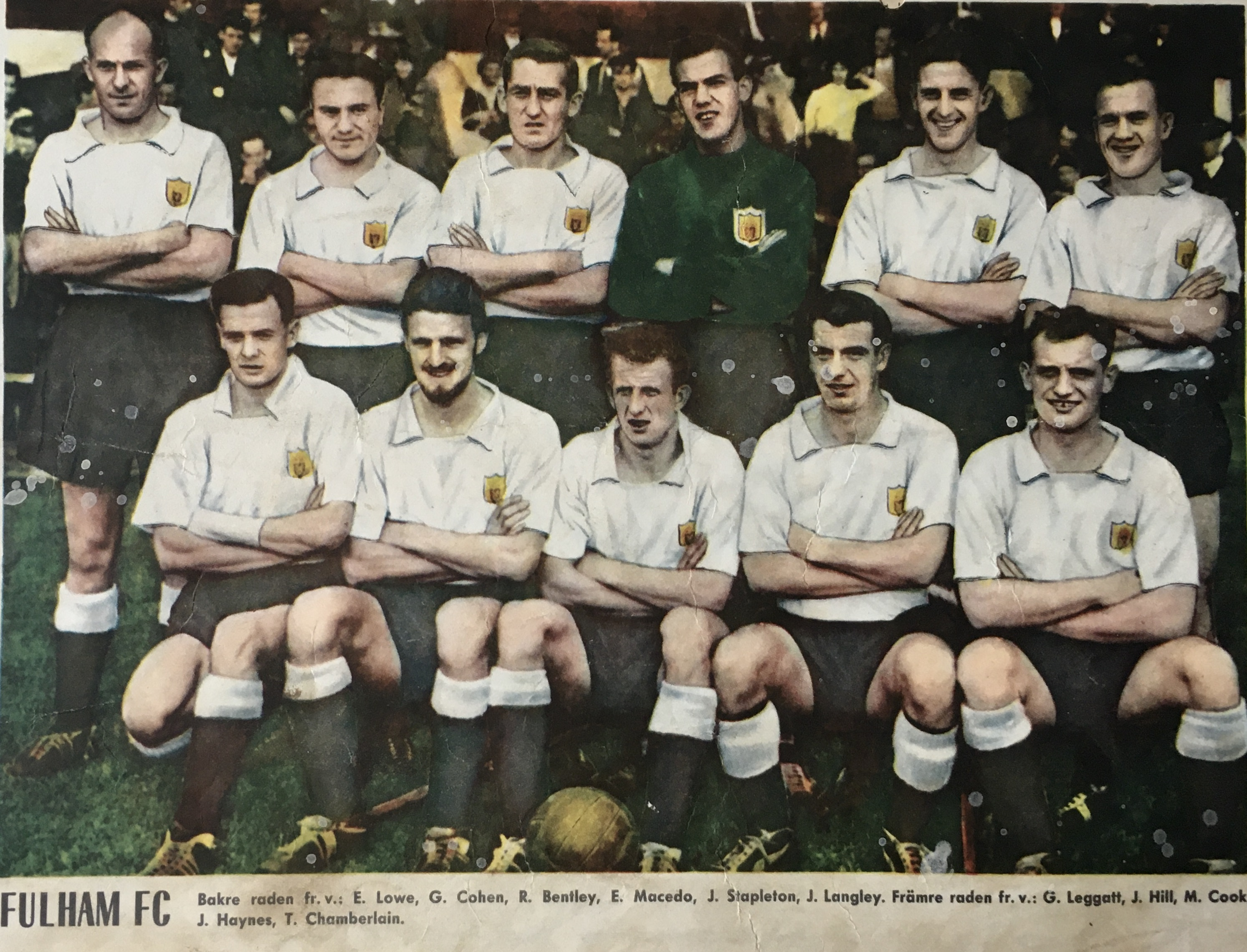
Fulham FC, 1958 con Johnny Haynes.

El Fulham Football Club es un club de fútbol de Inglaterra, del distrito de Hammersmith y Fulham en Londres, fue fundado en 1879, siendo el equipo profesional más antiguo de Londres. Desde la temporada 2022-23 juega en la Premier League.

## Historia
El Fulham Football Club fue fundado en 1879 con el nombre de Fulham St Andrew's Church Sunday School FC. (Club de Fútbol Escuela dominical de la iglesia de St. Andrew de Fulham). Todos los primeros jugadores fueron Cristianos. En 1888 se cambió el nombre por el actual.
El equipo estuvo mucho tiempo, en la Primera División del fútbol inglés de ese tiempo cerca de los años sesenta. Estuvieron cerca cuando llegaron a la final de la FA Cup en el año 1975, pero fueron derrotados por el West Ham United. El único trofeo de importancia de la historia del equipo es haber ganado una clasificación para la Copa de la UEFA por salir campeón de la Copa Intertoto de la UEFA, al ganarle en la final al Bologna por 3-0.

### "The great escape"
El Fulham acabó en el puesto 17.º en la temporada 2007-08, salvándose milagrosamente del descenso de categoría. Entre los aficionados cottagers a este hecho se le conoce como "The great escape", ya que a falta de 3 jornadas salvarse parecía un sueño. El equipo estaba a 5 puntos de la salvación. En la jornada 36 Fulham enfrentó al Manchester City F. C. en Mánchester, y al descanso perdían 2-0. En esos momentos, y gracias a los resultados momentáneos de sus rivales en la lucha por la permanencia, el club estaba en segunda división. Pero el técnico Roy Hogdson sacó al campo a Diomansy Kamara, quien anotó el primer gol. Más tarde empató Danny Murphy al rechace de un penalti fallado, y en el 91 de nuevo Kamara terminaba el milagro. Como los rivales del Fulham finalmente empataron, tras ganar 3-2 al City, quedaron a 3 puntos de la salvación. En la jornada 37 recibían en Craven Cottage al Birmingham City, equipo que en esos momentos ocupaba el puesto 18.º de la clasificación. El Fulham estaba otra vez obligado a ganar para salir de su 19.º puesto. Su gran capitán y goleador Brian McBride marcó de cabeza el 1-0. Erik Nevland anotó el 2-0 definitivo. Además, el Reading perdía 1-0 en casa ante un Tottenham que no se jugaba nada. Por esto, el Fulham adelantó al Birmingham y al Reading, quedando el 17.º empatado a 33 puntos con el Reading, pero con mejor diferencia de goles. Y en la última jornada tocaba visitar al Portsmouth. El Birmingham ganaba su partido 4-1, el Reading hacía lo propio con el descendido Derby County, 0-4. Así, el Fulham descendería, pero un remate de cabeza de Danny Murphy a centro desde la banda de Jimmy Bullard en el 76' daba la victoria al Fulham y con ello la permanencia en la Premier League para la temporada 2007-08.

### Europa League 2009-10
El 29 de abril de 2010, el Fulham derrotó 2-1 al Hamburgo y se clasificó para la final de la UEFA Europa League. En ella se enfrentaría al Atlético de Madrid el 12 de mayo de 2010. El encuentro le fue esquivo, perdiendo por un marcador de 2-1; el gol de la victoria para el Atlético fue en la prórroga. Los goles fueron marcados por Diego Forlán para el conjunto español y Simon Davies para el equipo inglés.

### Descenso a segunda 2013-14
El 3 de mayo el Fulham descendió a segunda división tras caer 4-1 ante el Stoke City.

### Temporada 2017-18
Después de 4 años luchando por el anhelado ascenso a la Premier League el sueño para los aficionados del Fulham llegó después de haber terminado 3.º con 88 puntos a solo dos del Cardiff City en la EFL Championship pudo lograr la clasificación a los Playoff donde se enfrentaron en la primera ronda al Derby County donde perdieron el primer partido 1-0 pero en el segundo remontaron y ganaron 2-0 con goles Ryan Sessegnon al minuto 47 y Denis Odoi al 66 para darle el paso a la siguiente ronda donde se enfrentaron al Aston Villa que ganaron 1-0 con gol de Tom Cairney al minuto 23 dando el paso final para ascender a la Premier League.

### Temporada 2018-19
Tras la victoria en la final de los playoffs, Fulham gastó más de 100 millones de libras en fichajes para poder sobrevivir en la Premier League, como Stefan Johansen del West Brom, Andre Zambo-Anguissa del Olympique de Marsella, Jean Michael Seri del OGC Nice, Sergio Rico del Sevilla Fútbol Club, Luciano Vietto del Atlético Madrid, Calum Chambers del Arsenal, entre otros. Pero lo destacable fue el cambio constante de técnicos durante la temporada debido a los malos resultados, desde 2016 hasta noviembre de 2018 estuvo Slaviša Jokanović, luego Claudio Ranieri quien fue despedido luego de 16 partidos y hasta el final de la temporada a la actualidad lo dirige Scott Parker. Finalmente, Fulham terminó decimonoveno en la tabla, descendiendo junto con Huddersfield Town y el recién ascendido Cardiff City.

### Temporada 2019-20
Luego de un rotundo fracaso en la Premier League, con un constante cambio de técnicos y un derroche de 100 millones de libras en fichajes. La mayoría de sus fichajes más caros partieron a otros equipos y alguno se quedaron. La temporada de Fulham en la segunda división fue buena, el objetivo era luchar por el ascenso y finalmente lo logró, terminando cuarta posición en la tabla. En la ida ganó 2-0 ante el Cardiff City con goles de Joshua Onomah en el minuto 49 y Neenkens Kebano en el minuto 93. Después en la vuelta perdieron 1-2 en situación de local, el único gol del Fulham fue de Onomah, pero el resultado fue suficiente para clasificar a la final de los playoffs. La final fue un derbi del Oeste de Londres, Fulham contra Brentford, el conjunto de Scott Parker ganó 2-1 en la prórroga con dos goles de Joe Bryan en el minuto 105 y 117, asegurando el tercer ascenso a la Premier League, acompañando a Leeds United y West Brom.
Descenso a segunda 2020-21
Tras perder ante Burnley por 2-0, Fulham  descendió a la Champioship 2021-22.
Temporada 2021-22-Actualidad
El equipo venía de descender la temporada pasada a la Championship, por lo que trajeron a Marco Silva para dirigir el ascenso a la Premier League . Fulham terminó esa temporada en el primer lugar con 90 puntos logrando el ascenso a la Premier League. Aunque eso no fue todo, el equipo logró encajar 106 goles en la temporada y hacer historia.
El 19 de diciembre de 2023 consigue vencer al Everton 7-8 por penaltis en EFL Cup y lograr de esta forma acceder a las primeras semifinales de su historia en el certamen.

## Estadio
El club juega de local en el estadio Craven Cottage desde 1896. El estadio se encuentra al margen del río Támesis en Fulham. Durante las temporadas 2002-03 y 2003-04 el equipo jugó de local en Loftus Road, el estadio del Queens Park Rangers, mientras el Craven Cottage estaba siendo remodelado para cumplir con las exigencias de la Premier League.

## Entrenadores
| Nombre            | Desde | Hasta |
| ----------------- | ----- | ----- |
| Harry Bradshaw    | 1904  | 1909  |
| Phil Kelso        | 1909  | 1924  |
| Andy Ducat        | 1924  | 1926  |
| Joe Bradshaw      | 1926  | 1929  |
| Ned Liddell       | 1929  | 1931  |
| Jimmy McIntyre    | 1931  | 1934  |
| Jimmy Hogan       | 1934  | 1935  |
| Jack Peart        | 1935  | 1948  |
| Frank Osborne*    | 1948  | 1949  |
| Bill Dodgin, Sr.  | 1949  | 1953  |
| Frank Osborne*    | 1953  | 1956  |
| Doug Livingstone  | 1956  | 1958  |
| Bedford Jezzard   | 1958  | 1964  |
| Vic Buckingham    | 1965  | 1968  |
| Bobby Robson      | 1968  | 1968  |
| Bill Dodgin, Jr.  | 1969  | 1972  |
| Alec Stock        | 1972  | 1976  |
| Bobby Campbell    | 1976  | 1980  |
| Malcolm MacDonald | 1980  | 1984  |
| Ray Harford       | 1984  | 1986  |
| Ray Lewington     | 1986  | 1990  |
| Alan Dicks        | 1990  | 1991  |
| Don Mackay        | 1991  | 1994  |
| Ian Branfoot**    | 1994  | 1996  |
| Micky Adams       | 1996  | 1997  |
| Ray Wilkins       | 1997  | 1998  |
| Kevin Keegan†     | 1998  | 1999  |
| Paul Bracewell    | 1999  | 2000  |
| Jean Tigana       | 2000  | 2003  |
| Chris Coleman     | 2003  | 2007  |
| Lawrie Sánchez‡   | 2007  | 2007§ |
| Roy Hodgson       | 2007  | 2010  |
| Mark Hughes       | 2010  | 2011  |
| Martin Jol        | 2011  | 2013  |
| Rene Meulensteen  | 2013  | 2014  |
| Felix Magath      | 2014  | 2014  |
| Kit Symons        | 2014  | 2015  |
| Slaviša Jokanović | 2016  | 2018  |
| Claudio Ranieri   | 2018  | 2019  |
| Scott Parker      | 2019  | 2021  |
| Marco Silva       | 2021  | act.  |

## Uniforme
| Periodo   | Marca          | Patrocinio de patrocinador |
| --------- | -------------- | -------------------------- |
| 1974–77   | Umbro          | Ninguno                    |
| 1977–81   | Adidas         | Ninguno                    |
| 1981–84   | Osca           | Ninguno                    |
| 1984–85   | Umbro          | William Younger            |
| 1985–87   | Umbro          | Prestige Travel            |
| 1987      | Scoreline      | None                       |
| 1988      | Scoreline      | Emirates                   |
| 1988–90   | Scoreline      | TeleConnect                |
| 1990–91   | Ribero         | TeleConnect                |
| 1991–92   | Ribero         | Ninguno                    |
| 1992–93   | DMF Sportswear | Ninguno                    |
| 1993–96   | Vandanel       | GMB                        |
| 1996–97   | Le Coq Sportif | GMB                        |
| 1997–98   | Adidas         | GMB                        |
| 1998–2001 | Adidas         | Demon Internet             |
| 2001–02   | Adidas         | Pizza Hut                  |
| 2002–03   | Adidas         | Betfair.com                |
| 2003–05   | Puma           | dabs.com                   |
| 2005–06   | Puma           | Pipex                      |
| 2006–07   | Airness        | Pipex                      |
| 2007–10   | Nike           | LG                         |
| 2010–13   | Kappa          | FxPro                      |
| 2013–15   | Adidas         | Marathonbet                |
| 2015–17   | Adidas         | Visit Florida              |
| 2017–18   | Adidas         | Grosvenor Casinos          |
| 2018–     | Adidas         | Dafabet                    |

### Local
| 2023–2024 | 2022–2023 | 2021–2022 | 2020–2021 | 2019–2020 | 2018–2019 | 2017–2018 | 2016–2017 | 2015–2016 |
|           | 2014–2015 | 2013–2014 | 2012–2013 | 2011–2012 | 2010–2011 | 2009–2010 | 2008–2009 | 2007–2008 |

### Visita
| 2023–2024 | 2022–2023 | 2021–2022 | 2020–2021 | 2019–2020 | 2018–2019 | 2017–2018 | 2016–2017 | 2015–2016 |
|           | 2014–2015 | 2013–2014 | 2012–2013 | 2011–2012 | 2010–2011 | 2009–2010 | 2008–2009 | 2007–2008 |

### 3.erUniforme
| 2021–2022 | 2019–2020 | 2018–2019 140 Años | 2013–2014 | 2012–2013 | 2011–2012 | 2010–2011 |
| 2009–2010 | 2008–2009 | 2007–2008          |           |           |           |           |

## Rivalidades
El rival tradicional del Fulham es el Chelsea, con el cual comparte el mismo distrito y disputan el Derbi del Oeste de Londres. Dicha rivalidad es también conocida como «The SW6 Derby», debido a que los clubes comparten el mismo código postal SW6. También mantiene una fuerte rivalidad con Queens Park Rangers y contra el Brentford FC.

## Palmarés
Referencia.

### Torneos nacionales
| Competición nacional                 | Títulos                   | Subcampeonatos |
| ------------------------------------ | ------------------------- | -------------- |
| FA Cup (0/1)                         |                           | 1974-75        |
| Segunda División (3/1)               | 1948-49, 2000-01, 2021-22 | 1958-59        |
| Tercera División (2/1)               | 1931-32, 1998-99          | 1970-71        |
| Cuarta División (0/1)                |                           | 1996-97        |
| Southern League First Division (2/0) | 1905-06, 1906-07          |                |

Otros logros
- Semifinal EFL League Cup: 2023-24

### Torneos internacionales
| Competición internacional           | Títulos | Subcampeonatos |
| ----------------------------------- | ------- | -------------- |
| Copa de la UEFA / Liga Europa (0/1) |         | 2009-10        |
| Copa Intertoto de la UEFA (1/0)     | 2002    |                |

### Otros trofeos
| Otros trofeos                                          | Títulos                   | Subcampeonatos |
| ------------------------------------------------------ | ------------------------- | -------------- |
| London Challenge Cup (3/0)                             | 1909-10, 1931-32, 1951-52 |                |
| Copa Anglo-Escocesa (0/1)                              |                           | 1975-76        |
| Juego de las Estrellas de la Major League Soccer (0/1) |                           | 2005           |